# A View from the Top of the World
Az A View from the Top of the World a Dream Theater tizenötödik stúdióalbuma, amely 2021. október 22-én jelent meg az InsideOut Music kiadó gondozásában. Ez a zenekar első nagylemeze melyet a saját stúdiójukban rögztettek. Az album a Billboard 200-as lemezeladási listán az 52. helyig jutott. A következő évi Grammy-díj szavazáson az album The Alien című dala megnyerte a Best Hard Rock/Metal Performance kategóriát.

## Az album dalai
Az összes szám szerzője John Petrucci, John Myung, Jordan Rudess, James LaBrie and Mike Mangini.
| 1.    | The Alien | 9:32  |
| 2.    | Answering the Call                                                                                                | 7:35  |
| 3.    | Invisible Monster                                                                                                 | 6:31  |
| 4.    | Sleeping Giant | 10:05 |
| 5.    | Transcending Time                                                                                                 | 6:25  |
| 6.    | Awaken the Master                                                                                                 | 9:47  |
| 7.    | A View from the Top of the World - "I. The Crowning Glory" - "II. Rapture of the Deep" - "III. The Driving Force" | 20:24 |
| 70:19 | |       |

## Közreműködők
Dream Theater
- James LaBrie – ének
- John Petrucci – gitár
- John Myung – basszusgitár
- Jordan Rudess – billentyűk
- Mike Mangini – dob

Produkciós munkatársak
- James "Jimmy T" Meslin – hangmérnök
- Andy Sneap – keverés és maszterizálás
- Hugh Syme – borító, további illusztrációk
- Rayon Richards – fotó

## Listás helyezések
| Lista (2021)                                  | Legjobb helyezés |
| --------------------------------------------- | ---------------- |
| Ausztrália (ARIA Top 50 Albums)               | 42               |
| Ausztria (Ö3 Austria Top 40)                  | 5                |
| Belgium (Ultratop Flandria)                   | 12               |
| Belgium (Ultratop Vallónia)                   | 16               |
| Kanada (Billboard Canadian Albums Chart)      | 32               |
| Csehország (ČNS IFPI Albums Top 100)          | 27               |
| Hollandia (Dutch Charts Album Top 100)        | 3                |
| Finnország (Musiikkituottajat Albumit Top 50) | 1                |
| Franciaország (SNEP Album Top 100)            | 30               |
| Németország (Offizielle Top 100)              | 2                |
| Magyarország (MAHASZ Top 40 albumlista)       | 11               |
| Olaszország (FIMI Album Top 20)               | 9                |
| Japan Hot Albums (Billboard Japan)            | 9                |
| Japán (Oricon)                                | 8                |
| Norvégia (VG-lista Album Top 40)              | 13               |
| Lengyelország (ZPAV Album Top 50)             | 6                |
| Portugália (AFP Top 30 Albums)                | 8                |
| Egyesült Királyság (Scottish Albums)          | 10               |
| Slovak Albums (ČNS IFPI)                      | 62               |
| Spanyolország (PROMUSICAE Top 100 Álbumes)    | 21               |
| Svédország (Sverigetopplistan Top 60 Albums)  | 21               |
| Svájc (Schweizer Hitparade Top 100 Albums)    | 3                |
| Egyesült Királyság (UK Albums Chart)          | 21               |
| USA Billboard 200                             | 52               |
| USA Independent Albums (Billboard)            | 8                |
| USA Top Hard Rock Albums (Billboard)          | 3                |
| USA Top Rock Albums (Billboard)               | 10               |